# Архиепархия Птолемаиды Фиваидской
Архиепархия Птолемаиды Фиваидской (лат. Archidioecesis Ptolemaidensis in Thebaide) — титулярная архиепархия Римско-Католической церкви. С 1974 года архиепархия является вакантной.

## История
Город Птолемаида Фиваидская, который в современном Египте называется Menshiyeh, был местом кафедры одноимённой архиепархии в римской провинции Фиваида Вторая Византийского Египта. Архиепархия Птолемаиды Фиваидской была частью Александрийского Патриархата.
Историки Michel Lequien и Pius Bonifacius Gams идентифицируют архиепархию Птолемаиды Фиваидской с епархией Тиниса на основании того, что первый из трёх известных епископов Аммоний носил титул «in Diospoli et in Ptolemaide» (в Диосполе и Птолемаиде), а двое последующих епископов имели титул «episcopi Thyneos» (епископ Тиниса).
Источники прошлого из-за схожести названия городов Птолемаиды Фиваидской и Птолемаиды Ливийской также часто не различают архиепархиюб Птолемаиды Фиваидской и епархию Птолемаиды Ливийской.
С 1872 года архиепархия Птолемаиды Фиваидской является титулярной епархией Римско-Католической церкви. С 12 августа 1974 года архиепархия Птолемаиды Фиваидской вакантна.

## Епископы
- Аммоний;
- Ираклид (упоминается в 431 году);
- Исаак (упоминается в 457 году).

## Титулярные архиепископы
- Франсуа-Арман-Огюст де Роган-Субиз-Вентадур (30.07.1742 — 19.07.1749) — назначен епископом Страсбурга;
  - вакансия (1749 — 1804);
- Luiz de Castro Pereira (29.10.1804 — 1.08.1822);
  - вакансия (1822 — 1892);
- Lorenzo Passarini (11.07.1892 — 18.04.1901) — назначен Антиохийским патриархом;
- Luigi Canali (3.08.1901 — 22.04.1905);
  - вакансия (1905 — 1909);
- Fédéric-Henri Oury (29.04.1909 — 6.02.1921);
  - вакансия (1921 — 1925);
- Паоло Джоббе (30.03.1925 — 15.12.1958) — назначен кардиналом-священником Санта-Мария-ин-Валличелла;
- Пьетро Паренте (23.10.1959 — 26.06.1967) — назначен кардиналом-священником Сан-Лоренцо-ин-Лучина.
  - вакансия (1967 — по настоящее время).

## Источник
- Pius Bonifacius Gams, Series episcoporum Ecclesiae Catholicae Архивная копия от 26 июня 2015 на Wayback Machine, Leipzig 1931, стр. 462  (лат.)
- Michel Lequien, Oriens christianus in quatuor Patriarchatus digestus Архивная копия от 7 августа 2017 на Wayback Machine, Parigi 1740, Tomo II, coll. 605—606  (лат.)
- Konrad Eubel, Hierarchia Catholica Medii Aevi, vol. 6, p. 349; vol. 7, pp. 314—315; vol. 8, стр. 471—472  (лат.)